# 塞尔 (热尔省)
塞尔（法語：Sère，法語發音：[sɛʁ]）是法国热尔省的一个市镇，属于米朗德区。

## 地理
塞尔（43°24'43"N, 0°38'53"E）面积8.64 平方千米，位于法国奧克西塔尼大區热尔省，该省份为法国西南部内陆省份，北起顺时针与洛特-加龙省、塔恩-加龙省、上加龙省、上比利牛斯省、大西洋比利牛斯省和朗德省接壤。
与塞尔接壤的市镇（或旧市镇、城区）包括：贝勒加德、贝聚-巴容、梅扬、蒙蒂。

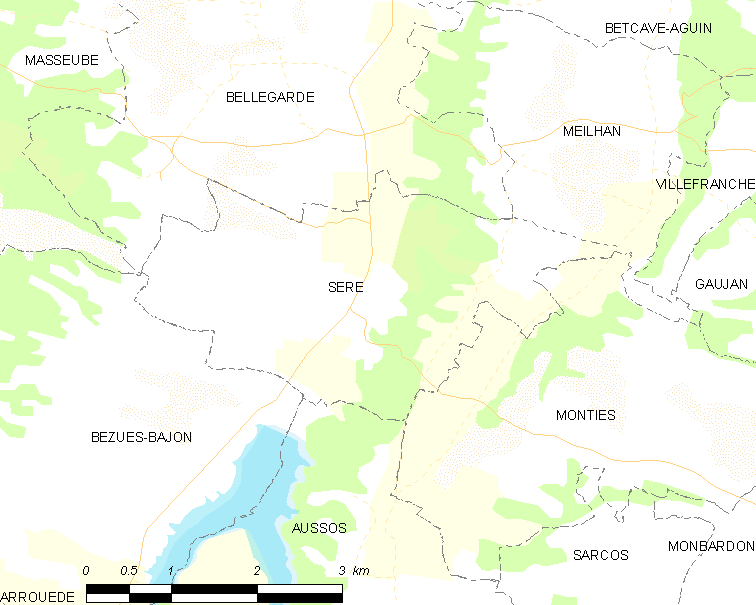
的OSM定位图

塞尔的时区为UTC+01:00、UTC+02:00（夏令时）。

## 行政
塞尔的邮政编码为32140，INSEE市镇编码为32430。

## 政治
塞尔所属的省级选区为阿斯塔拉克-日莫讷县。

## 人口

1962-2008年间人口变化图示

塞尔于2022年1月1日时的人口数量为77人。